# Macédoine au Concours Eurovision de la chanson 2016
La Macédoine a annoncé le 25 septembre 2015 sa participation au Concours Eurovision de la chanson 2016 à Stockholm, en Suède. Le pays est représenté par Kaliopi et sa chanson Dona, sélectionnées en interne.

## Sélection
Le diffuseur macédonien a annoncé le 24 novembre 2015 que le pays est représenté par Kaliopi, ayant déjà concouru en 2012. Sa chanson Dona, interprétée en macédonien est présentée 7 mars 2016.

## À l'Eurovision
La Macédoine a participé à la deuxième demi-finale, le 12 mai 2016. Arrivé à la 11e place avec 88 points, le pays ne s'est pas qualifié pour la finale.